# Lajos Grendel
Lajos Grendel (n. 6 aprilie 1948, Levice, Cehoslovacia – d. 18 decembrie 2018, Bratislava, Slovacia) a fost un scriitor maghiar.